# St. Matthäus (Zinzendorf)
Die römisch-katholische Kirche St. Matthäus ist eine romanische Landkirche in Zinzendorf, einem Dorf und Ortsteil der Stadt Wörth an der Donau in der Oberpfalz in Bayern. Sie ist eine Nebenkirche der Pfarrei Pondorf im Bistum Regensburg.

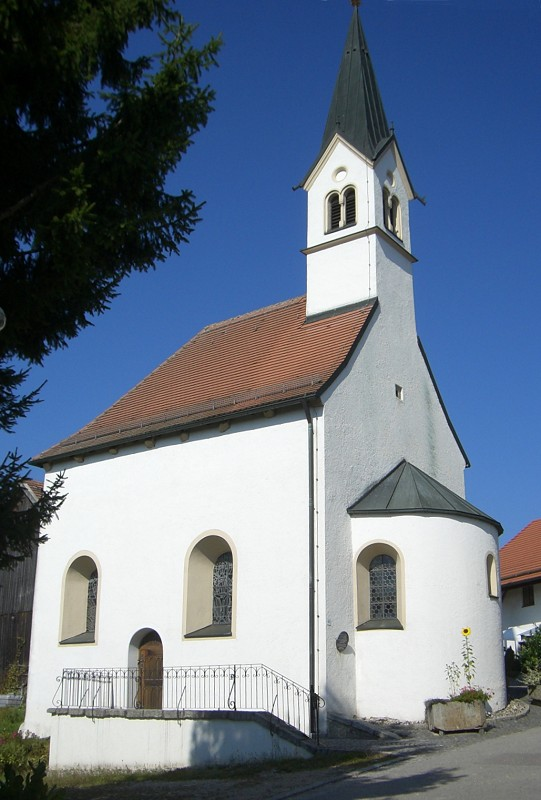
St. Matthäus in Zinzendorf

## Geschichte und Baubeschreibung
Das Kirchengebäude ist ein hoher, einschiffiger Gewölbebau mit eingezogener, halbrunder Apsis. In ihrer Kernsubstanz stammt die Kirche aus dem 12. Jahrhundert. In der östlichen Giebel- und Westwand zeigt sich ein romanischer Okulus, was darauf hindeutet, dass die Kirche in der Anfangszeit ein profanes Obergeschoss besaß und damit möglicherweise als Zufluchts-/Beherbergungsort diente. Damit steht die Kirche in einer Bautradition mit anderen Anlagen des Typs Romanische Landkirche mit profanem Obergeschoss, wie z. B. mit der St.-Ägidius-Kirche in Schönfeld, der Kreuzhofkapelle bei Regensburg, St. Koloman in Harting bei Regensburg, der St.-Ägidius-Kirche in Hof bei Oberviechtach, der Kirche St. Peter und Paul in Obertrübenbach, den Kirchen von Wilchenreuth und Schönkirch in der nördlichen Oberpfalz.
Auf den Ursprungsbau weisen auch noch der Ostteil des Tonnengewölbes im Hauptschiff, rohe Kragsteine an den Dachtraufen und ein romanisches Rundbogenfenster am Scheitel der Apsis hin. Die sonstigen Fenster wurden in späterer Zeit vergrößert.
Am Chorbogen und an der nördlichen Langhauswand finden sich die Reste von Wandmalereien aus dem 15. Jahrhundert (Kreuzigungsgruppe am Chorbogen). Der Altar stammt aus dem späten 19. Jahrhundert, mit Figuren der Mutter Gottes, des Heiligen Josef und des Kirchenpatrons St. Matthäus. Der Anbau der Apsis und die Errichtung des Kirchturms erfolgten im Jahr 1880.
Im Jahr 1954 und 1978 wurde die Kirche renoviert.